# Markow-Ungleichung (Stochastik)
Die Markow-Ungleichung, auch Markow'sche Ungleichung oder Ungleichung von Markow genannt, ist eine Ungleichung in der Stochastik, einem Teilgebiet der Mathematik. Sie ist nach Andrei Andrejewitsch Markow benannt. Sein Name und der der Ungleichung ist in der Literatur auch in den Schreibungen Markoff oder Markov zu finden.
Die Ungleichung gibt eine obere Schranke für die Wahrscheinlichkeit an, dass eine Zufallsvariable eine vorgegebene reelle Zahl überschreitet.

## Satz
Es seien {\displaystyle (\Omega ,\Sigma ,P)} ein Wahrscheinlichkeitsraum, {\displaystyle X\colon \Omega \rightarrow \mathbb {R} } eine reellwertige Zufallsvariable, {\displaystyle a} eine reelle Konstante und ferner {\displaystyle h\colon D\rightarrow [0,\infty )} eine monoton wachsende Funktion gegeben. Die Definitionsmenge {\displaystyle D\subseteq \mathbb {R} } von {\displaystyle h} enthalte außerdem die Bildmenge von {\displaystyle X}. Die allgemeine Markow-Ungleichung besagt dann:
{\displaystyle h(a)P\left[X\geq a\right]\leq \operatorname {E} \left[h(X)\right],}
was man für {\displaystyle h(a)>0} zu
{\displaystyle P\left[X\geq a\right]\leq {\frac {\operatorname {E} \left[h(X)\right]}{h(a)}}}
umschreiben kann.

### Beweis
Sei {\displaystyle I_{A}} die Indikatorfunktion der Menge {\displaystyle A}. Dann gilt:
{\displaystyle h(a)P\left[X\geq a\right]=\int I_{\{X\geq a\}}h(a)\mathrm {d} P\leq \int I_{\{X\geq a\}}h(X)\mathrm {d} P\leq \operatorname {E} \left[h(X)\right].}

## Varianten
- Setzt man {\displaystyle h(x)=x} für {\displaystyle x\geq 0} und betrachtet die reelle Zufallsvariable {\displaystyle |X|}, so erhält man für {\displaystyle a>0} den bekannten Spezialfall der Markow-Ungleichung

{\displaystyle P\left[|X|\geq a\right]\leq {\frac {\operatorname {E} \left[|X|\right]}{a}}.}
Wie man diese Ungleichung mit schulgemäßen Mitteln aus einem unmittelbar einsichtigen Flächenvergleich folgern und dann daraus eine Version der Ungleichung von Tschebyschew herleiten kann, findet man in.
- Betrachtet man {\displaystyle a=c\cdot \operatorname {E} [|X|]} für ein {\displaystyle c>0}, so folgt der bekannte Spezialfall der Markow-Ungleichung, welcher die Wahrscheinlichkeit für das {\displaystyle c}-fache Übertreffen des Erwartungswertes begrenzt:

{\displaystyle P\left[|X|\geq c\cdot \operatorname {E} [|X|]\right]\leq {\frac {\operatorname {E} \left[|X|\right]}{c\cdot \operatorname {E} \left[|X|\right]}}={\frac {1}{c}}.}
- Ist {\displaystyle h(x)=I_{\mathbb {R} ^{+}}(x)\,x^{2}} und wendet man die Markow-Ungleichung auf eine Zufallsvariable {\displaystyle Y=|X-\operatorname {E} [X]|} an, so erhält man für {\displaystyle a>0} eine Version der Tschebyscheff-Ungleichung:

{\displaystyle P\left[|X-\operatorname {E} [X]|\geq a\right]\leq {\frac {\operatorname {E} [(X-\operatorname {E} [X])^{2}]}{a^{2}}}={\frac {\operatorname {Var} [X]}{a^{2}}}.}
- Für beschränkte Zufallsvariablen existiert die folgende Markow-artige Schranke für die Wahrscheinlichkeit, dass eine Zufallsvariable ihren Erwartungswert um den Faktor {\displaystyle (1-c)} unterbietet. D.h., seien {\displaystyle a,b>0} und sei {\displaystyle X} eine Zufallsvariable mit {\displaystyle |X|\leq a} und {\displaystyle \operatorname {E} \left[|X|\right]\geq {\frac {a}{b}}}. Dann gilt für alle {\displaystyle c>0}:

{\displaystyle P\left[|X|\leq (1-c)\operatorname {E} \left[|X|\right]\right]\leq 1-{\frac {c}{b}}.}
Der Beweis dieser Aussage ist ähnlich dem Beweis der Markow-Ungleichung.
- Wählt man {\displaystyle h(x)=e^{tx}}, erhält man für geeignetes {\displaystyle t>0} eine sehr gute Abschätzung, siehe auch Chernoff-Ungleichung. Man kann zeigen, dass diese Abschätzung unter gewissen Voraussetzungen sogar optimal ist.